# Motoki Kawasaki
Motoki Kawasaki (川崎 元気 Kawasaki Motoki?), född 2 februari 1979 i Oita prefektur, är en japansk före detta fotbollsspelare.
Kawasaki började sin karriär 1997 i Oita Trinity (Oita Trinita). Efter Oita Trinita spelade han för Gamba Osaka, Sagan Tosu, ALO'S Hokuriku, Banditonce Kobe och V-Varen Nagasaki. Han avslutade karriären 2010.